# Rodd, Nash and Little Brampton
Rodd, Nash and Little Brampton är en civil parish i Storbritannien.   Den ligger i grevskapet Herefordshire och riksdelen England, i den södra delen av landet, 210 km väster om huvudstaden London. Orten har 62 invånare (2001).